# Ruy Coelho
Ruy Coelho (født 2. marts 1889 i Alcácer do Sal – død 5. maj 1986 i Lissabon Portugal) var en portugisisk komponist.
Coelho var primært kendt som ballet- og operakomponist, og en af de første som fik operaen frem i Portugal, og han revolutionerede balletmusikken. Han studerede i sin ungdom i Lissabon, og tog derefter til Berlin (1910-1913), hvor han bl.a. studerede hos Engelbert Humperdinck og Max Bruch. Han studerede også senere hos Manuel de Falla.
Coelho har skrevet 12 symfonier, 2 klaverkoncerter, sonater, operaer, balletmusik, orkesterværker, sange, religiøse værker og filmmusik etc. 

## Udvalgte værker
- Symfoni "Pequena" nr. 1 (1928) - for orkester
- Symfoni "Pequena" nr. 2 (1932) - for orkester
- Symfoni "Camoneanas" 1-5 (1912-1913) - (nr. 1 - for kor og orkester, (nr. 2-5 (1917, 1948, 1951, 1957) - for orkester
- Symfoni nr. 1 (1939) - for orkester
- Symfoni "Além Mar" (1969) - for orkester
- Symfoni nr. 2 (1955) - for orkester
- Symfoni nr. 3 (1956) - for orkester
- Prolog symfoni "Henriquina" (1966) - for orkester
- 2 Klaverkonceter – (1948) for klaver og orkester
- 4 symfoniske digtninge (1922, 1925, 1926, 1962) – for orkester
- 6 suiter (1925, 1927, 1928, 1935, 1956, 1964-1967) – for orkester
- "A Princesa dos Sapatos de Ferro" (1912-1917) – ballet
- "O sonho da princesa na Rosa" (1916) – ballet
- "Serao da Infanta" (1913) – opera
- "Crisfal" (1919) – opera
- "Belkiss" (1923) – opera
- "Rosas de Todo O Ano" (1921) – opera

## Eksterne kilder og henvisninger
- Om Ruy Coelho Arkiveret 12. januar 2022 hos  Wayback Machine
- Om Ruy Coelho på musicweb-international.com Arkiveret 4. maj 2016 hos  Wayback Machine